# Phanerozoic II: Mesozoic / Cenozoic
Albums de The Ocean
Phanerozoic I: Palaeozoic
(2018) Phanerozoic Live
(2021)
Phanerozoic II: Mesozoic | Cenozoic est le neuvième album studio du groupe de metal progressif allemand The Ocean, sorti le 25 septembre 2020 sous le label Metal Blade Records. C'est un album-concept explorant les ères géologiques du Mésozoïque et du Cénozoïque, appartenant à l'éon du Phanérozoïque. Il fait suite à l'album Phanerozoic I: Palaeozoic sorti en 2018 qui évoquait l'ère du Paléozoïque.

## Accueil
Phanerozoic II: Mesozoic | Cenozoic est très bien reçu par la critique. La semaine de sa sortie, il atteint la neuvième place au classement allemand.

## Liste des titres
Les deux premières pistes sont nommées d'après les trois périodes du Mésozoïque, tandis que les six suivantes sont nommées d'après les époques du Cénozoïque.
| 1.    | Triassic                                                | 8:31  |
| 2.    | Jurassic \| Cretaceous (avec Jonas Renkse de Katatonia) | 13:24 |
| 3.    | Palaeocene (avec Tomas Hallbom de Breach)               | 4:00  |
| 4.    | Eocene                                                  | 3:57  |
| 5.    | Oligocene                                               | 4:00  |
| 6.    | Miocene \| Pliocene                                     | 4:40  |
| 7.    | Pleistocene                                             | 6:40  |
| 8.    | Holocene                                                | 5:47  |
| 50:59 |                                                         |       |